# Juan Toro (Fußballspieler, 1984)
Juan Andrés Toro Gaete (* 17. Mai 1984 in Santiago de Chile) ist ein ehemaliger chilenischer Fußballspieler auf der Position eines Abwehrspielers.

## Karriere

### Verein
Juan Toro debütierte 2001 beim CD Magallanes und spielte dort bis zu seinem Wechsel 2008 zu Ñublense. Allerdings ging er noch im selben Jahr nach Argentinien und spielte für die unterklassigen Teams Progreso Noetinger und Deportivo Morón. Zuletzt spielte der Abwehrspieler für San Marcos und beendete 2010 seine Profikarriere.

### Nationalmannschaft
Juan Toro wurde für die U-20-Nationalmannschaft für die Südamerikameisterschaft 2003 nominiert. Beim Turnier in Uruguay schied die junge La Roja als Gruppenvierter der fünf Teams nach der Gruppenphase aus.